# Trichophysetis gracilentalis
Trichophysetis gracilentalis is een vlinder van de familie van de grasmotten (Crambidae), uit de onderfamilie van de Glaphyriinae. De wetenschappelijke naam van deze soort is voor het eerst voorgesteld als Callinaias gracilentalis door Charles Swinhoe in een publicatie uit 1890.
De soort komt voor in Bhutan en Myanmar.